# 112P/Urata-Niijima
La comète Urata-Niijima, officiellement 112P/Urata-Niijima, est une comète périodique du système solaire, découverte le 30 octobre 1986 par Takeshi Urata et Tsuneo Niijima à Ojima.